# Phare de l'Île-du-Pot-à-l'Eau-de-Vie
Le phare de l'Île-du-Pot-à-l'Eau-de-Vie est une station d'aide à la navigation du fleuve Saint-Laurent au Québec (Canada) situé sur le pot du Phare. Construit en 1861-1862, il fait partie de la deuxième génération de phare construit sur le Saint-Laurent. Le phare a été classé comme édifice fédéral du patrimoine en 1998 et cité comme Immeuble patrimonial par la municipalité de Saint-André en 2014.